# 葉山翔太
葉山 翔太（はやま しょうた、1995年11月15日 - ）は、日本の男性声優。山口県出身。アクセルワン所属。

## 略歴
高校時代に、芸人の友近と次長課長の河本準一が声優として出演していたアニメーションCM『低燃費少女ハイジ』を観たことがきっかけで職業としての声優を意識した。
同時に、パティシエ、カフェのオーナーにもなろうと、調理師の資格が取得できる高校に通っていたという。
結果的に、声優への道を選び、高校卒業後、山口県から上京して代々木アニメーション学院東京校に入所し、2年間通った。その後アクセルワン付属養成所のアクセルゼロの選抜クラスにて学び、森川智之による授業を受けた。2017年4月1日付けでアクセルワン準所属となった。

## 人物
実家は山口県で、宿泊施設を経営している。14歳上の姉・5歳上の兄がいる。
資格は調理師免許、普通自動車免許を持っている。趣味はお菓子作り、イラスト制作、ジェンダーレスな服探し、帽子集め。書道を特技としている。
BL好きな腐男子であることを公言しており、ニコニコチャンネル『葉山翔太Official Channel 喫茶あまた』でも、コーナー化した。
中学時代、豚のぬいぐるみ（ぶーちゃん）をUFOキャッチャーで取り、今ではそのぬいぐるみが寝るときに無いと寝られない。

## 出演
太字はメインキャラクター。

### テレビアニメ
2017年
- THE REFLECTION（男子生徒）

2018年
- 美男高校地球防衛部HAPPY KISS!（道後一六）
- アニメ 大好きだったあなたへ ―ヒバクシャからの手紙―（友人〈男〉）
- ソラとウミのアイダ（音声さん）
- ゴブリンスレイヤー（ゴブリン）

2019年
- 川柳少女（男子C、遊園地の人々、通行人）
- 賢者の孫（マーク＝ビーン）
- ダイヤのA actII（朝日光）
- ぼくたちは勉強ができない!（男子中学生D）

2020年
- ソマリと森の神様（人狩り）
- ぽっこりーず（ハム）
- ミュークルドリーミー（男子生徒）
- アルテ（男、徒弟）
- 文豪とアルケミスト 〜審判ノ歯車〜（マサ）
- グレイプニル（男子生徒）
- ムヒョとロージーの魔法律相談事務所（雷獄童子）
- 魔王城でおやすみ（ピエロ兵）
- 池袋ウエストゲートパーク（チードル横井）
- アイドリッシュセブン Second BEAT!（スタッフA）

2021年
- スケートリーディング☆スターズ（他校生徒）
- おかしなさばくのスナとマヌ（スナ）
- たとえばラストダンジョン前の村の少年が序盤の街で暮らすような物語（軍人B）
- 無職転生 〜異世界行ったら本気だす〜（ガブリン）
- ホリミヤ（男子高校生）
- 蜘蛛ですが、なにか?
- わしも WASIMO（でんきゅうヒカル）
- 東京リベンジャーズ（2021年 - 2023年、山岸一司） - 3シリーズ
- 幼なじみが絶対に負けないラブコメ（生徒、鈴木、男子）
- イジらないで、長瀞さん（男性）
- カードファイト!! ヴァンガード overDress（友人）
- TSUKIPRO THE ANIMATION 2（クラスメイト）
- 逆転世界ノ電池少女（キャップ）
- 境界戦機（2021年 - 2022年、レジスタンス隊員、ヤタガラス隊員） - 2シリーズ
- 吸血鬼すぐ死ぬ（2021年 - 2023年、岡田将生、ロビン） - 2シリーズ

2022年
- 怪人開発部の黒井津さん（ペリュトン）
- 越後幕府（中越）
- カッコウの許嫁（2022年 - 2025年、米澤） - 2シリーズ
- シャドウバースF（男子生徒）
- オリエント（武田武士団団員）
- VAZZROCK THE ANIMATION（カメラマンA）
- 遊☆戯☆王ゴーラッシュ!!（2022年 - 2025年、グラット石田）
- 陰の実力者になりたくて!（観客）
- アキバ冥途戦争（青田）

2023年
- REVENGER（惣二）
- あやかしトライアングル（生徒）
- 魔王学院の不適合者 II 〜史上最強の魔王の始祖、転生して子孫たちの学校へ通う〜（2023年 - 2024年、ラモン・アイバー） - 2シリーズ
- お隣の天使様にいつの間にか駄目人間にされていた件（男子生徒）
- 事情を知らない転校生がグイグイくる。（男の子）
- マッシュル-MASHLE-（シュエン・ゲツク）
- SYNDUALITY Noir（2023年 - 2024年、キュータ） - 2シリーズ
- 『ヒプノシスマイク-Division Rap Battle-』Rhyme Anima +（波羅夷空却）
- でこぼこ魔女の親子事情（リラの息子）
- 川越ボーイズ・シング（2023年 - 2024年、葉加瀬友〈博士〉）
- 忍たま乱太郎（客）

2024年
- ぶっちぎり?!（刃暮達兎）
- 俺だけレベルアップな件（わたる）
- 悪役令嬢レベル99 〜私は裏ボスですが魔王ではありません〜（ルイス）
- 夜のクラゲは泳げない（元気）
- 2.5次元の誘惑（カメコC）
- クレヨンしんちゃん（風尾おくる）
- 戦国妖狐 千魔混沌編（無の民）
- ひとりぼっちの異世界攻略（田中、コボルトC）
- 魔王2099（男子生徒D）

2025年
- いずれ最強の錬金術師?（ライル）
- アン・シャーリー（モーリー・アンドリュース）
- ブスに花束を。（井上健太）

### 劇場アニメ
- 劇場版 黒執事 Book of the Atlantic（2017年）
- えいがのおそ松さん（2019年、男子）
- まるだせ金太狼（2020年、猿渡[35]）
- アイの歌声を聴かせて（2021年、柔道部員）
- 劇場総集編 SSSS.GRIDMAN（2023年）
- 劇場版 イナズマイレブン 新たなる英雄たちの序章（2024年、木曽路兵太）

### OVA
- ゴブリンスレイヤー -GOBLIN'S CROWN-（2020年、村人たち）

### Webアニメ
- DEVILMAN crybaby（2018年、TV局スタッフ）
- Shenmue the Animation（2022年、ウォン[36]）

### ゲーム
2010年代
- CARAVAN STORIES（2018年、セリオ）
- グランドサマナーズ（2019年、イオ）

2020年
- モンスターストライク（2020年 - 2023年、ウトイザ、ガマゾウ）
- メガミヒストリア（ランスロット、ポセイドン、フェンリル）
- 英雄伝説 創の軌跡（市民）
- ヒプノシスマイク -Alternative Rap Battle-（2020年 - 2024年、波羅夷空却）

2021年
- バディミッション BOND（エイジン）

2022年
- 夢職人と忘れじの黒い妖精（ヤマネ）
- 共闘ことばRPG コトダマン（ンダグザ、リキュレタア）
- ドラゴンクエストX 目覚めし五つの種族 オフライン（ポツコン）
- ソードアート・オンライン インテグラル・ファクター（ラーノ）
- 無期迷途（カワカワ）
- 東京リベンジャーズ ぱずりべ！全国制覇への道（山岸一司）

2023年
- 超探偵事件簿 レインコード（サーバン）
- ドラゴンクエストモンスターズ3 魔族の王子とエルフの旅（ムジャラー）

2025年
- イナズマイレブン 英雄たちのヴィクトリーロード（木曽路兵太）

### ドラマCD
- ヒプノシスマイク-Division Rap Battle-（2019年 - 、波羅夷空却）
- スクールバンドライフ（2020年、岡崎奈津生[54]）
- スパイ百貨店 Music&DramaCD Order#2・#3（2020年 - 、ライゾウ〈英雷蔵〉[55]）
- 朗読喫茶 噺の籠 〜あらすじで聴く文学全集〜 あらくれ/詩集「永訣の朝」/金色夜叉（2022年）[56]

### BLCD
- 山田と少年 (2018年、カズ)
- 24時間オチないKISS（2021年、営業企画部 男性社員[57]）
- ひだまりが聴こえる -リミット-（2021年、リュウ友人[58]）
- そのアホ捕まえといてください！（2022年、佐渡一真[59]） ※配信限定
- 嫌いな奴とくっつく魔法にかかる話（2022年、久我[60]）

### デジタルコミック
- 即席アドリブラバー（2022年、朝陽悠馬[61]）
- 転生しても嫌われ王子だったので関係修復頑張ります。（2023年、アシェル [62]）
- 真夏のサイレン（2023年、小池春海[63]）

### 吹き替え

#### 映画
- マーダー・ミステリー（2019年）
- 男たちの挽歌 REBORN（2020年、チャオ〈マー・ティエンユー〉）
- トスカーナの幸せレシピ（2020年、グイド〈ルイジ・フェデーレ〉）
- mid90s ミッドナインティーズ（2021年、スティーヴィー〈サニー・スリッチ〉[64]）
- スモールワールド/15センチの魔法（2021年、フェリックス〈オスカー・キーマ〉[65]）
- スモール・アドベンチャー/パパママ救出大作戦（2021年、フェリックス〈オスカー・キーマ〉[66]）
- スモールフレンズ/僕たちの魔法修学旅行（2021年、フェリックス〈オスカー・キーマ〉[67]）
- デュー あの時の君とボク（2021年、デュー〈パワット・チットサワンディ〉）
- シルクロード.com -史上最大の闇サイト-（2022年、ロス・ウルブリヒト〈ニック・ロビンソン〉）

#### ドラマ
- ボクらを見る目（2019年、ケヴィン・リチャードソン〈アサンティ・ブラック〉）
- 愛はビューティフル、人生はワンダフル（2021年、ク・ジュンギョム〈チン・ホウン〉）
- 君を嫌いになる方法（2023年、ハン・テガン〈ジェミン〉[68]）

#### アニメ
- ピーターパンと魔法の本（2019年、ジャロ[69]）
- ジャック&クロックハート 鳩時計の心臓をもつ少年（2020年、ジャック[70]）
- バッドキャット（2021年、ターコ）
- カルマのラップ・ワールド（2021年、ウィンストン）

### 特撮
- ウルトラマンタイガ（2019年、ウルトラマンフーマの声[71]）
- 劇場版 ウルトラマンタイガ ニュージェネクライマックス（2020年、ウルトラマンフーマの声[72]）
- 魔進戦隊キラメイジャー（2020年、セッチャクザイ邪面の声[73]）
- ウルトラギャラクシーファイト（2021年 - 2022年、ウルトラマンフーマの声[74]） - 2シリーズ[一覧 7]
- 仮面ライダーガッチャード（2023年 - 2024年、ヤミバットの声、ライデンジの声、ヒーケスキューの声）

### ネット配信
- トライスクワッド ボイスドラマ（2019年）
- 魔道祖師 第二期（金闡[75]）

### ラジオ
※はインターネット配信。
- 美男高校地球防衛部RADIO HAPPY KISS!（2018年 - 2019年、ラジオ大阪）
- 野津山幸宏・葉山翔太 Noplan Night!（2020年 - 2022年、ラジオ大阪）[76]
- 月刊 新・男前通信3月号〜月刊 葉山翔太（2020年、文化放送モバイルplus※）
- MAN TWO MONTH RADIO 葉山翔太のONE MAN SHOW（2020年8・9月、超!A&G+※）[77]
- 廣瀬大介・葉山翔太「ハチ学ラジオ」（2021年 - 、ニコニコ生放送※）[78]
- 葉山翔太・榊原優希の Make it! フクリエイト（2021年 - 2022年、音泉※・YouTube※）[79]
- 野津山幸宏・葉山翔太 ＃のづはや（2023年 -、ラジオ大阪）

### ナレーション
- プラネタリア TOKYO 「星の美術館」（2021年）[80]
  - 「星の美術館II」案内ナレーション（2021年）[81]

### テレビ番組
※はインターネット配信。
- 美男高校地球防衛部HAPPY KISS!生放送〜ハッピーな魔法をお届け！〜（2018年2月26日 - 、LINE LIVE※）
- 葉山翔太Official Channel 喫茶あまた（2020年 - 、ニコニコ生放送※）[82]
- 葉山翔太の月刊トゥンク（2022年、ニコニコチャンネル※）[83]

### テレビドラマ
- 不幸くんはキスするしかない!（2022年4月28日、MBS他）[84]

### 舞台
- 声優朗読劇フォアレーゼン「本当はあぶないモーツァルト」（2019年2月17日、石川県立音楽堂 邦楽ホール） - モーツァルト、シカネーダー 役、ナレーション[85]
- バッドエンド・ピノキオ「ペトルーシュカ」（2019年4月21日、四谷LOTUS）[86]
- ヘリオガバルスの薔薇（2020年11月20日 - 22日、ザムザ阿佐谷） - ヘリオガバルス 役[87]
- 流離う魂 ―小泉八雲の世界―（2020年12月27日、紀伊國屋サザンシアター TAKASHIMAYA） - 小泉八雲 役他[88]
- 声優朗読劇 フォアレーゼン「ベートーヴェンがやって来た！ヤア！ヤア！ヤア！」（2021年3月14日、瑞浪市総合文化センター 文化ホール） - ベートーヴェン、ミヘル 役[89]
- KIRAKIRA VOICE LAND VOL.31 「MORGUE×CHRONICLE V〈Spiral〉」（2021年4月17・18日、新宿文化センター 小ホール） - エリクサー（17日）、レイス（18日） 役[90]
- 朗読劇「星降る街」（2022年7月9日、大手町三井ホール）[91]
- 観劇型推理ゲーム ボイスミステリー「【昼の部】摘発：思惑めぐる南国と謎の人工知能」「【夜の部】追想：始まりの宝石と真夜中の包囲網」（2022年7月10日、harevutai） - スペンサー・ローレン（昼の部）、仁美透（夜の部） 役[92]
- 声優朗読劇 フォアレーゼン「ルクレールの暗殺」（2022年7月31日・9月3日）
- 朗読劇「吸血鬼ドラキュラ〜Eternal Love〜」（2022年8月21日、TOKYO FMホール） - ドラキュラ伯爵 役[93]
- 朗読劇「アナザー・ミー 〜便利で無限ですこしあやふや〜」（2022年11月12日、全電通労働会館）[94]
- FEMIKING（2022年12月24日・25日、ザムザ阿佐谷）[95]
- 江戸川乱歩 名作朗読劇『孤島の鬼』（2023年1月29日、紀伊國屋サザンシアターTAKASHIMAYA） - 諸戸道雄 役[96]
- 朗読劇「高杉晋作-面白きこともなき世に面白く」（2024年12月7日、萩市民館）[97]

### その他コンテンツ
- 日清 カレーメシ リリックビデオ（2020年、波羅夷空却[98]）
- KIKI by VOICE Newtype 葉山翔太ののびのび成長日記（2020年 - ）
- 棚照結神 アリオ仙台泉キャラクター（泉蒼[99]）
- 神神化身（2020年 - 2022年、九条比鷺[100]）
- ハチミツ學園（2020年 -、浦明石九韻）
- BURNS SKOOL -バーンズスクール-（2021年 -、KIRA[101]）
- ようこそ妄想営業部へ❤（2021年 - 2023年、葉山ショータ）
- 「No title」作画、脚本（2022年、主人公[102]）

## ディスコグラフィ

### キャラクターソング
| 発売日   | 商品名                                                                               | 歌                                                           | 楽曲 | 備考                                                                  |
| 2018年   | 2018年                                                                               | 2018年                                                       | 2018年 | 2018年                                                                |
| -------- | ------------------------------------------------------------------------------------ | ------------------------------------------------------------ | --- | --------------------------------------------------------------------- |
| 4月18日  | 絶対最幸☆HAPPY KISS☆                                                                 | 地球防衛部HK                                                 | 「絶対最幸☆HAPPY KISS☆」 | テレビアニメ『美男高校地球防衛部HAPPY KISS!』オープニングテーマ       |
| 4月18日  | 絶対最幸☆HAPPY KISS☆                                                                 | 地球防衛部HK                                                 | 「HAPPY READY??????」 | テレビアニメ『美男高校地球防衛部HAPPY KISS!』劇中歌                   |
| 5月16日  | 美男高校地球防衛部HAPPY KISS!キャラクターソングCD1 ハッピーキッスSONGS〜Happy&Set!〜 | 道後一六（葉山翔太）                                         | 「ダッシュ！ダッシュ！ダッシュ！」 | テレビアニメ『美男高校地球防衛部HAPPY KISS!』関連曲                   |
| 6月20日  | 美男高校地球防衛部HAPPY KISS!キャラクターソングCD3 デュエットSONGS〜Happy&Turn!〜    | 万座太子（安田陸矢）、 道後一六（葉山翔太）                  | 「意地っぱり合いEveryday!」 | テレビアニメ『美男高校地球防衛部HAPPY KISS!』関連曲                   |
| 11月21日 | 美男高校地球防衛部HAPPY KISS! BD・DVD第6巻 きゃにめ特典CD                            | 道後一六（葉山翔太）                                         | 「絶対最幸☆HAPPY KISS☆」 | テレビアニメ『美男高校地球防衛部HAPPY KISS!』関連曲                   |
| 2019年   |                                                                                      |                                                              | |                                                                       |
| 9月25日  | ウルトラマンタイガ キャラクターソングCD                                              | ウルトラマンフーマ（葉山翔太）                               | 「覇道を往く風の如し」 | 特撮ドラマ『ウルトラマンタイガ』挿入歌                                |
| 11月27日 | Bad Ass Temple Funky Sounds                                                          | Bad Ass Temple                                               | 「Bad Ass Temple Funky Sounds」 | キャラクターCD『ヒプノシスマイク』関連曲                              |
| 11月27日 | Bad Ass Temple Funky Sounds                                                          | 波羅夷空劫（葉山翔太）                                       | 「そうぎゃらん BAM」 | キャラクターCD『ヒプノシスマイク』関連曲                              |
| 2020年   |                                                                                      |                                                              | |                                                                       |
| 9月2日   | ヒプノシスマイク-Division Rap Battle- Official Guide Book 初回限定版特典CD           | Division All Stars                                           | 「SUMMIT OF DIVISIONS」 | キャラクターCD『ヒプノシスマイク』関連曲                              |
| 11月1日  | HYPSTER'S LIMITED                                                                    | Division All Stars                                           | 「ヒプノシスマイク -Division Rap Battle- +」 「ヒプノシスマイク -Division Battle Anthem- +」 「ヒプノシスマイク(D.R.B vs D.B.A)+ HYPSTER MASHUP by TeddyLoid」 | キャラクターCD『ヒプノシスマイク』関連曲                              |
| 12月16日 | 神神化身 -Dance and Music for KAMI- 櫛魂衆 舞奏曲集・壱                              | 舞奏社                                                       | 「円環之歌」 | 『神神化身』関連曲                                                    |
| 12月16日 | 神神化身 -Dance and Music for KAMI- 櫛魂衆 舞奏曲集・壱                              | 櫛魂衆                                                       | 「円環之歌」 「虹霓」 | 『神神化身』関連曲                                                    |
| 2021年   |                                                                                      |                                                              | |                                                                       |
| 3月10日  | Bad Ass Temple VS 麻天狼                                                             | Bad Ass Temple、麻天狼                                       | 「Light & Shadow」 | キャラクターCD『ヒプノシスマイク』関連曲                              |
| 3月10日  | Bad Ass Temple VS 麻天狼                                                             | Bad Ass Temple                                               | 「開眼」 | キャラクターCD『ヒプノシスマイク』関連曲                              |
| 3月17日  | ヒプノシスマイク -Division Rap Battle- side D.H & B.A.T 第3巻限定版特典CD            | Bad Ass Temple                                               | 「R.I.P.」 | 漫画『ヒプノシスマイク -Division Rap Battle- side D.H & B.A.T』関連曲 |
| 8月16日  | The Last Empire                                                                      | ISADORA                                                      | 「The Last Empire」 | 『BURNS SKOOL-バーンズスクール-』関連曲                               |
| 9月8日   | Buster Bros!!! VS 麻天狼 VS Fling Posse                                              | Division All Stars                                           | 「Hoodstar +」 「2nd D.R.B NON-STOP DIVISION MIX」 | キャラクターCD『ヒプノシスマイク』関連曲                              |
| 10月6日  | 神神化身 -Dance and Music for KAMI- 櫛魂衆 舞奏曲集・弐                              | 九条比鷺（葉山翔太）                                         | 「黄昏トリックシューター」 | 『神神化身』関連曲                                                    |
| 12月22日 | ハチミツ學園 ユニットソングミニアルバム Jungle C                                     | 浦明石九韻（葉山翔太）、広末大好（廣瀬大介）                 | 「QUEEN AND PRINCE」 | 『ハチミツ學園』関連曲                                                |
| 2022年   |                                                                                      |                                                              | |                                                                       |
| 3月16日  | キズアトがキズナとなる                                                               | Division Leaders                                             | 「UNITED EMCEEZ -Enter the HEXAGON-」 | キャラクターCD『ヒプノシスマイク』関連曲                              |
| 5月18日  | 東京リベンジャーズ EP03                                                              | 溝中五人衆（新祐樹、寺島拓篤、広瀬裕也、武内駿輔、葉山翔太） | 「ONE STAR」 | テレビアニメ『東京リベンジャーズ』関連曲                              |
| 6月15日  | ヒプノシスマイク-Division Rap Battle- CROSS A LINE                                   | Division All Stars                                           | 「CROSS A LINE」 「ヒプノシスマイク -Glory or Dust-」 「Survival of the Illest +」 「Hang out!」                                                               | キャラクターCD『ヒプノシスマイク』関連曲                              |
| 6月15日  | ヒプノシスマイク-Division Rap Battle- CROSS A LINE                                   | Bad Ass Temple                                               | 「でらすげぇ宴」 | キャラクターCD『ヒプノシスマイク』関連曲                              |
| 8月11日  | BUZZりサマー                                                                         | 浦明石九韻（葉山翔太）、広末大好（廣瀬大介）                 | 「BUZZりサマー」 | 『ハチミツ學園』関連曲                                                |
| 9月2日   | Bad Ass Temple -戒定慧-                                                              | 波羅夷空却（葉山翔太）                                       | 「Young Gun of The Sun」 | キャラクターCD『ヒプノシスマイク』関連曲                              |
| 9月15日  | ヒプノシスマイク -Before The Battle- Dawn Of Divisions 第3巻限定盤付属CD             | Naughty Busters                                              | 「Double Barrel」 | キャラクターCD『ヒプノシスマイク』関連曲                              |
| 10月1日  | EXPOSING US                                                                          | ISADORA                                                      | 「EXPOSING US」 | 『BURNS SKOOL-バーンズスクール-』関連曲                               |

## 書籍
- 葉山翔太ののびのび成長日記 フォトブック（2023年、KADOKAWA）